# 2020 en numismatique
Chronologie de la numismatique
- 2019 en numismatique - 2020 en numismatique - 2021 en numismatique

Cet article présente les faits marquants de l'année 2020 en numismatique.

## Évènements

### Par dates

#### Année
- Allemagne : émission de la ?e pièce commémorative de 2 euros du pays et 15e sur 16 de la série des Länder, consacrée au land de Thuringe[1]. Sur cette pièce est représentée le château de la Wartbourg situé à Eisenach[1].